# Tour du Mali
Il Tour du Mali è una corsa a tappe maschile di ciclismo su strada che si svolge in Mali ogni anno nel mese di marzo. È inserita nel calendario dell'UCI Africa Tour classe 2.2.
L'edizione del 2010 fu la prima ad essere riconosciuta dall'Unione Ciclistica Internazionale, tuttavia già due edizioni della corsa si disputarono nel 2002 e nel 2004.

## Albo d'oro
Aggiornato all'edizione 2010.
| Anno | Vincitore          | Secondo      | Terzo               |
| ---- | ------------------ | ------------ | ------------------- |
| 2010 | Mouhssine Lahsaini | Adil Jelloul | Mohamed Er Regragui |